# Short Cut to Hell
Short Cut to Hell és una pel·lícula de cinema negre estatunidenca de 1957, filmada en VistaVision en blanc i negre, protagonitzada per Robert Ivers i Georgann Johnson. La pel·lícula és l'únic intent de direcció del famós actor James Cagney.
Short Cut to Hell és un remake de la pel·lícula de 1941 d'Alan Ladd This Gun for Hire, que al seu torn estava basada en la novel·la de Graham Greene de 1936 A Gun for Sale.

## Argument
El sicari professional Kyle Niles (Ivers) és contractat per cometre dos assassinats i, després, el seu patró Bahrwell (Aubuchon) el traïciona. Buscant venjança, Kyle segresta la cantant Glory Hamilton (Johnson), la xicota del detectiu de policia encarregat de la seva persecució (Bishop). Kyle finalment és capaç d'equilibrar-se amb Bahrwell i, en el procés, revela el seu costat "bo" durant molt de temps.

## Repartiment
- Robert Ivers com a Kyle Niles
- Georgann Johnson com a Glory Hamilton
- William Bishop com el sergent Stan Lowery
- Jacques Aubuchon com a Bahrwell
- Peter Baldwin com a Carl Adams
- Yvette Vickers com a Daisy
- Murvyn Vye com a Nichols
- Richard Hale com a AT